# Арсит
Арсит (*д/н — 334 до н. е.) — державний та військовий діяч часів занепаду Перської держави Ахеменідів.

## Життєпис
Про походження Арсита замало відомостей. У 352 році до н. е. після придушення повстання Артабаза II, сатрапа Геллеспонтської Фригії, призначається на цю посаду, а також отримав в управління Пафлагонію. Арсит негайно став готуватися для оборони північно-західних кордонів Перської імперії від зазіхань Македонського царства. Проте до 340 року до н.е. про нього недостатньо відомостей.
340 року до н.е. Арсита спрямував найманців під орудою афінянина Аполлодора для допомоги місту Перинф, який облягала македонське військо. Це сталося за особистим розпорядженням перського царя Артаксеркса III, який прагну перешкодити подальшим планам царя Філіппа II з просування Малою Азією. Напередодні прибуття найманців з військовими машинами та запасами продовольства сили перінфян були практично виснажені. В результаті македоняни відступили.
Навесні 334 року до н. е., коли цар Олександр Македонський переправився з армією через Геллеспонт і вступив на територію Малої Азії, Арсит разом з іншими сусідніми сатрапами розташувався зі своїми загонами у міста Зелеї на раду з обговорення методів спротиву. Арсит виявився головним супротивником тактики випаленої землі, запропонованої грецьким найманцем Мемноном Родоським.
У битві на річці Гранік 334 року до н. е. Арсит був одним з очільників кінноти на лівому крилі перського війська. Після поразки Арсит втік з поля бою. Однак потім, згідно з відомостями Арріана наклав на себе руки. Новим сатрапом було призначено Фарнабаза III.